# De Krakeling (Utrecht)
De Krakeling is een huis uit 1663 in de Nederlandse stad Utrecht, aan de straat Achter Sint Pieter, op de hoek van de Keistraat.
Het huis werd gebouwd door de excentrieke jonkheer en dichter Everard Meyster. In 1661 had hij de Amersfoorters zo gek gekregen dat zij een grote zwerfkei, de Amersfoortse Kei, van de heide bij De Stompert de stad in trokken. Bij deze gebeurtenis trakteerde Everard Meyster op bier en krakelingen.
Toen Everard Meyster zijn stadshuis in Utrecht liet bouwen, verwerkte hij verschillende herinneringen aan de gebeurtenis in de bouw. Boven de ingang van het (verdwenen) koetshuis liet hij een grote kei aanbrengen, die bovendien de Keistraat haar naam gegeven heeft. Het huis zelf werd De Krakeling genoemd; de deurbel is in de vorm van een krakeling gesmeed.
Merkwaardig is de ingang van het huis, waarvan de lijst schuin gebouwd is, zodat de deur met de gebeeldhouwde palm beter te zien is vanuit de straat. Op de gevels zijn verschillende symbolische motieven aangebracht, en we lezen er de Latijnse teksten:
COELO MUSA BEAT 
De muse verheft hemelhoog, een citaat van Horatius, Ode IV, 8, 29
SURSUM CORDA 
Het hart omhoog! (Liturgie aan het begin van de katholieke mis)
O(MN)IA VANITAS
Alles is ijdelheid (Prediker 1:2)

## Zie ook

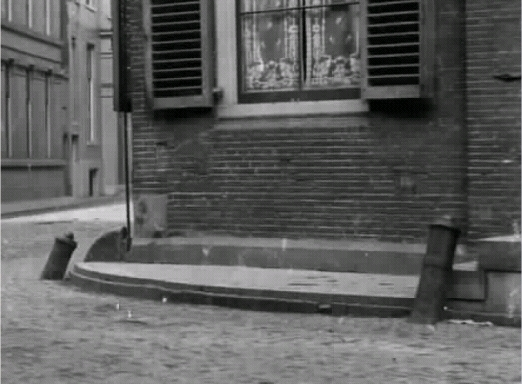
Schamppalen en schampsteen voor de Krakeling in de Keistraat te Utrecht